# Código emprende
Código emprende es un programa de televisión en formato de concurso docu-reality emitido a través de La 1 de Televisión Española desde el 11 de septiembre de 2013 y en TVE Internacional.

## Equipo

### Producción
Producido por Televisión Española en colaboración con la productora CI Comunicación, con el apoyo de BBVA como patrocinador cultural.
- Presentador y productor: Juan Ramón Lucas.[4]
- Entrenador: Carles Torrecilla - profesor en ESADE.

### Jurado
- María Benjumea - presidenta de Infoempleo y actual directora de Spain Startup.[5]
- Paloma Cabello - presidenta de MIT Enterprise Forum Spain.
- Gustavo Vinacua - director del Centro de Innovación de BBVA.

### Concursantes
Los 6 finalistas son «gente corriente», 3 mujeres y 3 hombres, del casting al que se presentaron más de 2.000 aspirantes.
| Empresario         | Nacimiento    | Residencia | Edad    | Proyecto                                                        |
| ------------------ | ------------- | ---------- | ------- | --------------------------------------------------------------- |
| Aitor Grandes      | San Sebastián | Madrid     | 36 años | 24symbols - plataforma de libros electrónicos con tarifa plana  |
| Alejandro Fanjul   | Gijón         | Zaragoza   | 33 años | Palbin - tiendas en línea para pymes                            |
| Álvaro de la Rocha | Cartagena     | Cartagena  | 32 años | Tu chico de los recados - triciclos ecológicos de reparto       |
| Elisabet Cuenca    | Barcelona     | Barcelona  | 36 años | OpenDomo Services - sistemas domóticos                          |
| María Cózar        | Valencia      | Valencia   | 30 años | María Cózar Couture - diseñadora de moda femenina               |
| Rocío "Ro" Muñoz   | Sevilla       | Madrid     | 37 años | Real Fábrica Española - tienda de los productos de toda la vida |

## Audiencias por programa
| Fecha      | Características del programa | Espectadores | Share |
| ---------- | ---------------------------- | ------------ | ----- |
| 11/09/2013 | Programa 1 / Presentación    | 728 000      | 5,5%  |
| 18/09/2013 | Programa 2                   | 613 000      | 4,5%  |
| 25/09/2013 | Programa 3                   | 286 000      | 4,0%  |
| 02/10/2013 | Programa 4                   | 340 000      | 4,9%  |
| 09/10/2013 | Programa 5                   | 370 000      | 5,2%  |
| 16/10/2013 | Programa 6                   | 260 000      | 3,1%  |
| 23/10/2013 | Programa 7                   | 276 000      | 3,5%  |

## Audiencia media de todas las ediciones
| Edición                            | Fechas de emisión | Cadena | Espectadores | Cuota |
| Código emprende: Primera temporada | 2013              | La 1   | 410.000      | 4,4%  |
| ---------------------------------- | ----------------- | ------ | ------------ | ----- |